# Gymnázium Čajkovského
Gymnázium Čajkovského (oficiální název: Gymnázium, Olomouc, Čajkovského 9) je olomoucké gymnázium, založené v letech 1991–1992. Gymnázium se řadí mezi klasická olomoucká veřejná gymnázia a tedy poskytuje střední vzdělání ve 4letém, 6letém nebo 8letém studijním programu. 6leté studium je bilingvní - dvojjazyčné. 4leté studium nabízí jazykovou profilaci mezi němčinou a španělštinou. Dále nabízí sportovní profilaci a také i všeobecnou profilaci. Mimo jiné i 8leté studium je zaměřeno na všeobecný přehled. 
Angličtinu, němčinu a španělštinu vyučují jazykoví lektoři. Celkem gymnázium navštěvuje cca 600 studentů.
Gymnázium je moderně vybaveno didaktickou a výpočetní technikou. Studenti využívají tři počítačové učebny, laboratoř chemie, odborné učebny fyziky, odborná učebna zeměpisu, biologie, chemie, estetické výtvarné a hudební výchovy, španělského, německého a anglického jazyka a knihovnu.
Součástí školy je od roku 2012 nové sportoviště tvořené sportovní halou nesoucí název "Čajkaréna" a venkovního areálu, tvořeného hřištěm s umělým povrchem, běžeckou dráhou, sektorem pro skok daleký a hřištěm na plážový volejbal. Dále jsou součástí školy i dvě tělocvičny a posilovna.
Gymnázium má partnerské vztahy s několika gymnázii v Německu (zejména s gymnáziem v Singen a v Eislingen), dále pak škola spolupracuje se střední školou v Alcalá de Xivert ve Španělsku, s partnerským městem Owensboro v USA a s Durham University v Anglii.
Škola také nabízí v maturitních ročnících zkoušku z Deutsches Sprachdiplom (DSD), stupně 1. i 2.
Škola každoročně pořádá dobrovolný lyžařský kurz do Alp. Dále jsou zde již tradiční zájezdy do Anglie, Španělska a německy mluvících zemí. Škola dále zařizuje i výměnné pobyty.
Gymnázium se nachází v městské části Olomouce - Nová Ulice, na ulici Čajkovského 9 - Blízko nákupního centra OC Haná.

## Aktuality
V létě 2017 začala 1. fáze rozsáhlé rekonstrukce. Byly zrekonstruované obě učebny fyziky, učebna biologie a chemie. Dále byly vyměněny dveře na celém pavilonu. V létě 2018 proběhla 2. fáze rekonstrukce v podobě elektroinstalace na pavilonu B.
Gymnázium Čajkovského se stalo fakultní školou Právnické fakulty UP a fakulty tělesné kultury UP. Škola je také aktivně zapojena do projektu Erasmus+.

## Školní rok 2018/2019 - zájezdy
Uskutečněné zájezdy (jsou zahrnuty pouze nepovinné): Erasmus+ Chorvatsko, poznávací zájezd do Španělska, lyžařský kurz v rakouských Alpách, Erasmus+ Bulharsko, poznávací zájezd do Drážďan, výměnný pobyt v Singen, výměnný pobyt ve Waldenburgu, výměnný pobyt v Barceloně s anglickým gymnáziem a v neposlední řadě vánoční zájezd do Vídně.